# Hans von Liechtenstein

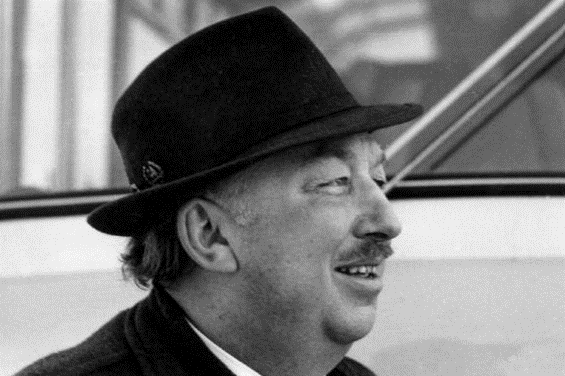
Hans von Liechtenstein

Prinz Hans von Liechtenstein (voller Name: Prinz Johannes Franz de Paula Gabriel Ildefons Felix Klemens Maria Joseph, von und zu Liechtenstein, Graf zu Rietberg; * 18. Mai 1910 in Wien, Österreich; † 22. Januar 1975 in St. Gallen, Schweiz) war ein Jäger, Künstler und Pionier in der zoologischen Forschung Liechtensteins.
Liechtenstein war Ehren- und Devotionsritter des Souveränen Malteserordens und von 1959 bis 1963 Präsident des Liechtensteiner Jagdschutzvereins.

## Kindheit und Ausbildung
Liechtenstein war der dritte Sohn von Prinz Johannes Franz Alfred Maria Caspar Melchior Balthasar von und zu Liechtenstein, Graf zu Rietberg und dessen Gattin Prinzessin Mária Gabriella „Marizza“, geborene Gräfin Andrássy de Csíkszentkíraly et Krasznahorka (1886–1961). Er besuchte, wie viele andere Familienmitglieder, das Schottengymnasium in Wien und studierte an der Kunstakademie in Budapest. Anschließend lernte er beim international bekannten Tiermaler Carl Fahringer in Wien.

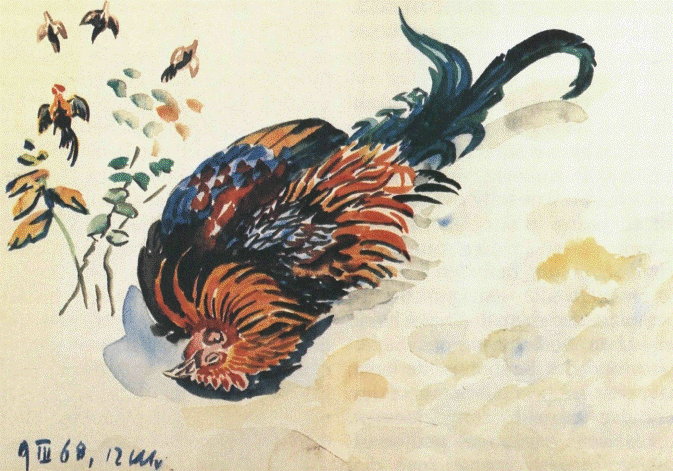
Ein Bankivahahn von Prinz Hans am 9. März 1968 erlegt und gemalt in Nepal, Provinz Nasajani

## Leben
Bis 1945 arbeitete Liechtenstein in der fürstlichen Zentraldirektion in Olmütz (Tschechien) und bewohnte mit seiner Familie Schloss Sternberg (Šternberk) in den Wäldern Nordmährens, welches seit 1695 bis zu Enteignung (Beneš-Dekret) 1945 in Familienbesitz war. Zusammen mit seinem Bruder Emanuel war er Besitzer der Herrschaft Neuschloss in Nordböhmen, (welches aus einem Erbe mütterlicherseits vom Feldherren Albrecht von Wallenstein stammt) und Schloss Frauenthal. Gegen Kriegsende flüchtete die Familie nach Vaduz. In Liechtenstein angekommen, lebte die Familie von Liechtenstein wie auch andere Verwandte zuerst auf Schloss Vaduz, bis sie schließlich ein Zuhause am Alvierweg in Vaduz fanden. Liechtenstein war der erste Zoologe im Land und erforschte in erster Linie die Vogelwelt Liechtensteins und veröffentlichte 1955 einen Überblick über die Avifauna des Landes. 1954 vertrat er Liechtenstein beim Internationalen Ornithologischen Kongress (IOU) in Basel.

## Jagd und Kunst
Das Leben Liechtensteins war untrennbar mit seinen drei Begabungen Jagd, Kunst und Naturkunde verbunden. Er sammelte das Erjagte, beschrieb es wissenschaftlich und erfasste vieles davon in künstlerischer Form. So sind viele bunte Bilder, Skizzen, Aquarelle und Tonplastiken entstanden, von denen über 2000 Zeichnungen und Aquarelle erhalten sind.

## Sammlung

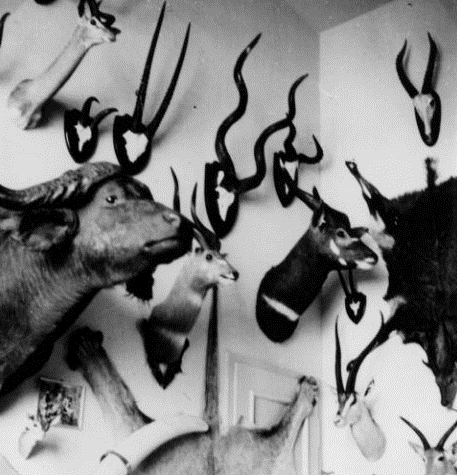
Zoologische Sammlung von Hans von Liechtenstein

Liechtenstein begründete eine artenreiche und mit zahlreichen Seltenheiten ausgestattete zoologische Sammlung, indem sich die Sammlung nicht nur seine eigenen Jagderfolge bezog. Er kaufte viele Stücke auf und dürfte auch einiges geschenkt erhalten haben. Der Semienwolf, Waliasteinbock, Himalaya-Blauschaf und Tibetgazelle sind Raritäten in der Sammlung. Das herausragende Beispiel ist der Schomburgk-Hirsch, der in Thailand noch Anfang des 20. Jahrhunderts lebte und seit 1938 als ausgestorben gilt. Liechtenstein kaufte das aus dem Jahre 1908 stammende Geweih und es gibt nur wenige Museen, die ebenfalls ein Exemplar besitzen.
Es entstand noch zu seinen Lebzeiten ein kleines Museum im Schädlerhaus in Vaduz, wo sich heute das Zivilstandsamt befindet. Es war bereits der zweite Standort für seine Ausstellung in Vaduz. 1960 schenkte er die gesamte Sammlung dem Lande Liechtenstein, wohl in der Hoffnung, es möge daraus ein Museum als bleibende Einrichtung entstehen. Damit legte Liechtenstein das Fundament der Naturkundlichen Sammlung des Fürstentums Liechtenstein (NSFL).

## Ehe und Familie

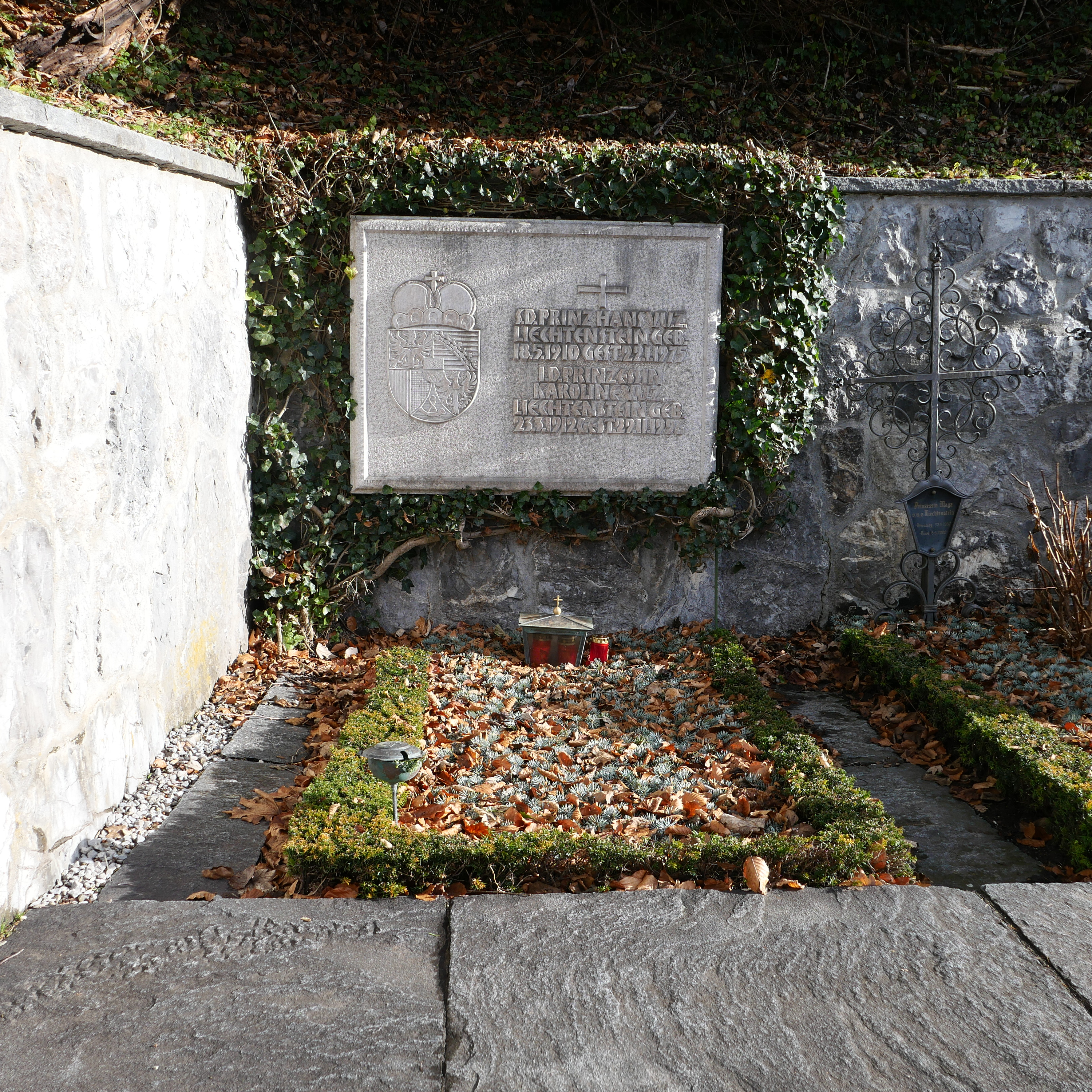
Das Grab des Ehepaars auf dem Friedhof Vaduz.

Am 16. November 1936 heiratete Liechtenstein in Mariaschein, Böhmen Gräfin Karoline Johanna Franziska Maria von Ledebur-Wicheln (* 23. März 1912 auf Schloss Krzemusch „Křemýž“, Österreich-Ungarn; † 29. November 1996 in Grabs, Schweiz). Aus der Ehe gingen vier Kinder hervor:
1. Maria Eleonore Elisabeth Johanna von und zu Liechtenstein, Gräfin zu Rietberg (* 23. September 1937 auf Schloss Mährisch-Sternberg, Tschechoslowakei; † 8. Juni 2002 in Bruderholz, Österreich)
2. Eugen Hartmann Johannes Franz Maria von und zu Liechtenstein, Graf zu Rietberg (* 20. März 1939 auf Schloss Mährisch-Sternberg), heiratete 1968 auf Schloss Ebenthal, Maria Theresia Goëss (* 24. Mai 1945 auf Schloss Ebenthal) vier Kinder:
  1. Johannes Leopold Petrus Maria von und zu Liechtenstein, Graf zu Rietberg (* 28. Januar 1969 in St. Gallen), ⚭ in Wien 2001 Kinga Károlyi Nagykároly (* 1. Oktober 1973 in Wien)
    1. Ida von und zu Liechtenstein (* 2011)

  2. Anna Theodora Maria von und zu Liechtenstein, Gräfin zu Rietberg (* 28. November 1970, St. Gallen), ⚭ in Schloss Moosburg, 1993 Alexander Kottulinsky-Kottulin (* 30. September 1967, Graz) fünf Kinder:
    1. Lorenz (* 1996)
    2. Ilona (* 1997)
    3. Moritz (* 2000)
    4. Donata (* 2002)
    5. Lioba (* 2008)

  3. Marie Ileana Josefa von und zu Liechtenstein, Gräfin zu Rietberg (* 20. Juli 1974, Klagenfurt am Wörthersee), ⚭ in Dellach bei Moosburg, 2000 Ferdinand Trauttmansdorff-Weinsberg (* 24. September 1970, Wien) vier Kinder:
    1. Félix Marie (* 2001)
    2. Philippa Maria (* 2003)
    3. Josef Maria (* 2004)
    4. Elena Maria (* 2008)

  4. Sophie Barbara Maria von und zu Liechtenstein, Gräfin zu Rietberg (* 16. April 1984, Sankt Veit an der Glan) ⚭ Clemens Hoyos (* 1981)
    1. Constantin (* 2014)
    2. Albrecht
3. Albrecht Johannes Géza Augustinus Wilhelm Maria von und zu Liechtenstein, Graf zu Rietberg, später Baron von Landskron (* 28. Mai 1940 auf Schloss Mährisch-Sternberg; † 5. August 2017 in Paris), ⚭ I in Vaduz, 1964 Tamara Nyman, Baronin von Landskron (* 17. Juni 1939 in Suojärvi, Finnland), zwei Kinder, 1971 geschieden; ⚭ II in Las Vegas 1974 Mylena Tullio (* 11. Januar 1940, Chevilly-Larue) ein Kind:
  1. Tatjana Helena von Landskron (* 2. März 1965 in Neuilly-sur-Seine; † 13. Januar 2001 in Zürich), ⚭ in Speicher, 1989 Bruno Roland Thurnherr-Landskron (* 29. Oktober 1962, St. Gallen) zwei Kinder:
    1. Constantin von Landskron (* 1989)
    2. Tara Alina Tatjana von Landskron (* 1994)

  2. Albrecht Johannes Christoph Géza von Landskron (* 2. April 1967, Chur)
  3. Lorenza von Landskron, Prinzessin von und zu Liechtenstein (* 16. April 1973, Neuilly-sur-Seine), ⚭ I in Paris, 1996 Antonio del Balzo di Presenzano (Neapel, 21. April 1961) ein Kind, geschieden; ⚭ II in Rom, Francesco Trapani (* 10. März 1957, Rom):
    1. (I) Donna Vittoria del Balzo di Presenzano (* 2001)
    2. (II) Allegra Trapani (* 2004)
4. Barbara Eleonora Marie von und zu Liechtenstein, Gräfin zu Rietberg (* 9. Juli 1942, Schloss Mährisch-Sternberg) ⚭ in Paris, 1973 Alexander von Jugoslawien, Haus Karađorđević (* 13. August 1924 in White Lodge; † 12. Mai 2016 in Paris)
  1. Dushan von Jugoslawien (* 25. September 1977, St. Gallen) ⚭ in Oplenac, 2019 Valerie de Muzio (* 1971, New York City)

Liechtenstein war ein Vetter des regierenden Fürsten Franz Josef II. von Liechtenstein (1906–1989).

## Ausstellungen und Würdigungen

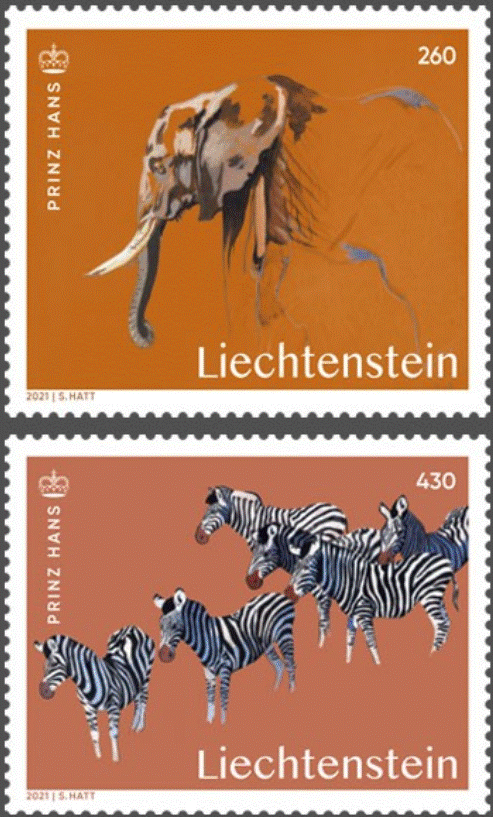
Sondermarken 2021 mit den Motiven von Hans v. u. z. Liechtenstein

Liechtenstein stellte seine Werke im Dezember 1958 im fürstlichen Stadtpalais Liechtenstein in Wien aus. Eine Gedächtnisausstellung im Liechtensteinischen Landesmuseum erinnerte im Frühling 1976 mit präsentierten Werken an ihn. Am Tage der Ausstellungseröffnung am 11. März 1976 wurden von der liechtensteinischen Postwertzeichenstelle zwei Briefmarken mit den Motiven einer «Fasanengruppe» und des «Mufflons» herausgegeben. Verbunden mit der Gedächtnisausstellung gab die liechtensteinische Jägerschaft ihrerseits eine Broschüre heraus, die vor allem seine jagdlichen Aktivitäten würdigte.
Ein Teil der Sammlung wird im Liechtensteinischen Landesmuseum als Dauerausstellung präsentiert.
2021 gab die liechtensteinische Philatelie die Sondermarken «Elefant» und «Zebraherde» heraus.

## Vorfahren
| Ahnentafel Hans von und zu Liechtenstein | Ahnentafel Hans von und zu Liechtenstein | Ahnentafel Hans von und zu Liechtenstein | Ahnentafel Hans von und zu Liechtenstein | Ahnentafel Hans von und zu Liechtenstein | Ahnentafel Hans von und zu Liechtenstein | Ahnentafel Hans von und zu Liechtenstein | Ahnentafel Hans von und zu Liechtenstein | Ahnentafel Hans von und zu Liechtenstein |
| ---------------------------------------- | --- | --- | --- | --- | --- | --- | --- | --- |
| Ururgroßeltern                           | Fürst Johann I. Josef von und zu Liechtenstein (1760–1836) ⚭1792 Landgräfin Josefa zu Fürstenberg-Weitra (1776–1848)                                                                  | Graf Alfred Potocki (1786–1862) ⚭1814 Prinzessin Józefina Maria Czartoryska (1787–1862)                                                                                               | Fürst Johann I. Josef von und zu Liechtenstein (1760–1836) ⚭1792 Landgräfin Josefa zu Fürstenberg-Weitra (1776–1848)                                                                  | Graf Franz de Paula Kinsky von Wchinitz und Tettau (1784–1823) ⚭1808 Gräfin Therese von Wrbna und Freudenthal (1789–1874)                                                             | Graf Károly Andrássy de Csíkszentkirály et Krasznahorka (1792–1845) ⚭1809 Gräfin Etelka Szápáry de Muraszombath (1798–1876)                                                           | Graf Ferenc V. Pálffy de Erdőd (1780–1852) ⚭1824 Gräfin Nathalie Erdődy de Monyorókerék et Monoszló (1804–1845)                                                                       | Graf Michael von Kaunitz (1803–1852) ⚭1828 Gräfin Eleonora Woracziczky von Pabienitz und Bissingen (1809–1898)                                                                        | Graf Leopold von Thun und Hohenstein (1797–1877) ⚭1829 Freiin Elisabeth Mladota von Solopisk (1805–1876)                                                                              |
| Urgroßeltern                             | Prinz Franz de Paula von und zu Liechtenstein (1802–1887) ⚭ 1841 Gräfin Julie Potocka von Piława (1818–1895)                                                                          | Prinz Franz de Paula von und zu Liechtenstein (1802–1887) ⚭ 1841 Gräfin Julie Potocka von Piława (1818–1895)                                                                          | Fürst Alois II. von Liechtenstein (1796–1858) ⚭ 1831 Gräfin Franziska Kinsky von Wchinitz und Tettau (1813–1881)                                                                      | Fürst Alois II. von Liechtenstein (1796–1858) ⚭ 1831 Gräfin Franziska Kinsky von Wchinitz und Tettau (1813–1881)                                                                      | Graf Máno Andrássy de Csíkszentkirály et Krasznahorka (1821–1891) ⚭1833 Gräfin Gabriella Pálffy de Erdőd (1833–1914)                                                                  | Graf Máno Andrássy de Csíkszentkirály et Krasznahorka (1821–1891) ⚭1833 Gräfin Gabriella Pálffy de Erdőd (1833–1914)                                                                  | Reichsfürst Albrecht von Kaunitz zu Rietberg (1829–1897) ⚭1854 Gräfin Elisabeth von Thun und Hohenstein (1831–1910)                                                                   | Reichsfürst Albrecht von Kaunitz zu Rietberg (1829–1897) ⚭1854 Gräfin Elisabeth von Thun und Hohenstein (1831–1910)                                                                   |
| Großeltern                               | Prinz Alfred von und zu Liechtenstein (1842–1907) ⚭ 1865 Prinzessin Henriette von und zu Liechtenstein (1843–1931)                                                                    | Prinz Alfred von und zu Liechtenstein (1842–1907) ⚭ 1865 Prinzessin Henriette von und zu Liechtenstein (1843–1931)                                                                    | Prinz Alfred von und zu Liechtenstein (1842–1907) ⚭ 1865 Prinzessin Henriette von und zu Liechtenstein (1843–1931)                                                                    | Prinz Alfred von und zu Liechtenstein (1842–1907) ⚭ 1865 Prinzessin Henriette von und zu Liechtenstein (1843–1931)                                                                    | Graf Géza Andrássy de Csíkszentkirály et Krasznahorka (1856–1938) ⚭ 1882 Gräfin Eleonora von Kaunitz zu Rietberg (1862–1936)                                                          | Graf Géza Andrássy de Csíkszentkirály et Krasznahorka (1856–1938) ⚭ 1882 Gräfin Eleonora von Kaunitz zu Rietberg (1862–1936)                                                          | Graf Géza Andrássy de Csíkszentkirály et Krasznahorka (1856–1938) ⚭ 1882 Gräfin Eleonora von Kaunitz zu Rietberg (1862–1936)                                                          | Graf Géza Andrássy de Csíkszentkirály et Krasznahorka (1856–1938) ⚭ 1882 Gräfin Eleonora von Kaunitz zu Rietberg (1862–1936)                                                          |
| Eltern                                   | Prinz Johannes Franz Alfred Maria Caspar Melchior Balthasar von und zu Liechtenstein (1873–1959) ⚭1906 Gräfin Mária Gabriella Andrássy de Csíkszentkirály et Krasznahorka (1886–1961) | Prinz Johannes Franz Alfred Maria Caspar Melchior Balthasar von und zu Liechtenstein (1873–1959) ⚭1906 Gräfin Mária Gabriella Andrássy de Csíkszentkirály et Krasznahorka (1886–1961) | Prinz Johannes Franz Alfred Maria Caspar Melchior Balthasar von und zu Liechtenstein (1873–1959) ⚭1906 Gräfin Mária Gabriella Andrássy de Csíkszentkirály et Krasznahorka (1886–1961) | Prinz Johannes Franz Alfred Maria Caspar Melchior Balthasar von und zu Liechtenstein (1873–1959) ⚭1906 Gräfin Mária Gabriella Andrássy de Csíkszentkirály et Krasznahorka (1886–1961) | Prinz Johannes Franz Alfred Maria Caspar Melchior Balthasar von und zu Liechtenstein (1873–1959) ⚭1906 Gräfin Mária Gabriella Andrássy de Csíkszentkirály et Krasznahorka (1886–1961) | Prinz Johannes Franz Alfred Maria Caspar Melchior Balthasar von und zu Liechtenstein (1873–1959) ⚭1906 Gräfin Mária Gabriella Andrássy de Csíkszentkirály et Krasznahorka (1886–1961) | Prinz Johannes Franz Alfred Maria Caspar Melchior Balthasar von und zu Liechtenstein (1873–1959) ⚭1906 Gräfin Mária Gabriella Andrássy de Csíkszentkirály et Krasznahorka (1886–1961) | Prinz Johannes Franz Alfred Maria Caspar Melchior Balthasar von und zu Liechtenstein (1873–1959) ⚭1906 Gräfin Mária Gabriella Andrássy de Csíkszentkirály et Krasznahorka (1886–1961) |
|                                          | Prinz Johannes Franz de Paula von und zu Liechtenstein, Graf zu Rietberg (1910–1975)                                                                                                  | | | | | | | |